# Gruppo 3

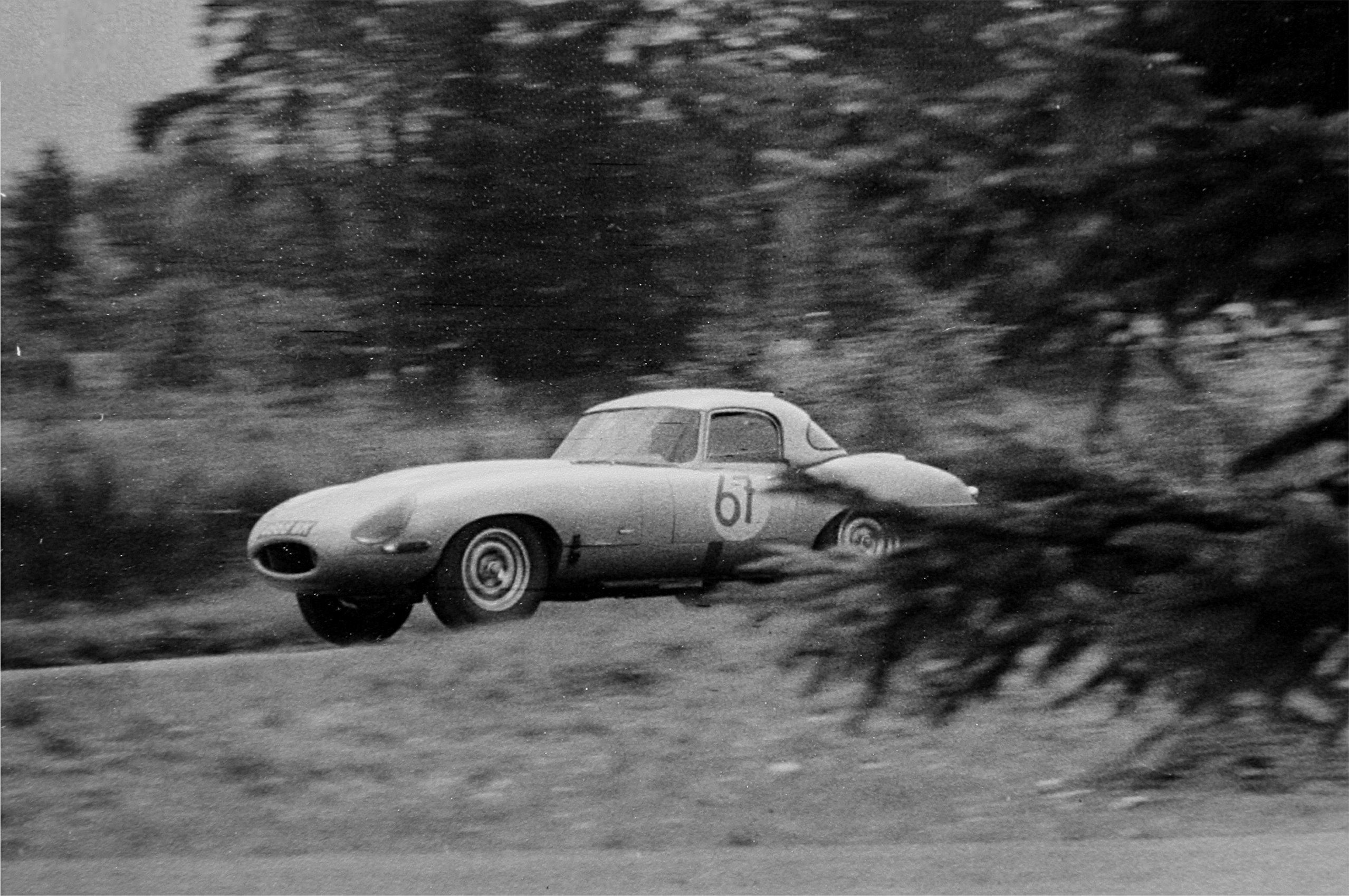
Una Jaguar E-Type Gruppo 3 alla 1000 km del Nürburgring 1963

Il gruppo 3 è una classificazione della FIA per le auto da turismo, da corsa e da rally.

## Requisiti
Nel 1969 la FIA ha formato un Codice Sportivo Internazionale per tutte le vetture sportive chiamato Appendice J (sotto numeri riguardanti la produzione di auto per essere ammessi nei gruppi).
- Gruppo 1: produzione in serie vetture turismo (5.000)
- Gruppo 2: Vetture Turismo (1000)
- Gruppo 3: auto gran turismo (500)
- Gruppo 4: le auto sportive (25)
- Gruppo 5: touring Cars speciale
- Gruppo 6: prototipo di auto-sports
- Gruppo 7